# Črni Vrh, Dobrova - Polhov Gradec
Črni Vrh je naselje v Polhograjskem hribovju v Občini Dobrova-Polhov Gradec. Središče vasi z okoli 300 prebivalci je pri cerkvici Sv. Lenarta (861 m), ki je razgledna točka. Na Črni Vrh je mogoče priti iz Poljanske doline ali iz Polhovega Gradca. Preko slednjega je kraj ob delavnikih povezan z redno avtobusno linijo iz Ljubljane. Črni Vrh lahko služi tudi kot eno izmed izhodišč za izlet na Pasjo ravan (1020 m).